# قاعدة ناتج القسمة
في التحليل الرياضي، قاعدة ناتج القسمة (بالإنجليزية: quotient rule)‏ إحدى طرق إيجاد مشتق أو تفاضل تابع رياضي هو ناتج قسمة تابعين رياضيين قابلين للاشتقاق :
إذا كان التابع المراد مفاضلته ، {\displaystyle f(x)}, يمكن أن يكتب :
{\displaystyle f(x)={\frac {g(x)}{h(x)}}}
و {\displaystyle h(x)} ≠ {\displaystyle 0}, تقول القاعدة عندئذ أن مشتق {\displaystyle g(x)/h(x)} يساوي:
{\displaystyle {\frac {d}{dx}}f(x)=f'(x)={\frac {g'(x)h(x)-g(x)h'(x)}{{h(x)}^{2}}}.}
بمعنى مشتقة الاقتران النسبي = (المقام *مشثقة البسط - البسط * مشاقة المقام)/ (المقام)^2.

## اقرأ أيضاً
- خارج القسمة